# Ökologische Stabilität
|  | Dieser Artikel wurde aufgrund von formalen oder inhaltlichen Mängeln in der Qualitätssicherung Biologie zur Verbesserung eingetragen. Dies geschieht, um die Qualität der Biologie-Artikel auf ein akzeptables Niveau zu bringen. Bitte hilf mit, diesen Artikel zu verbessern! Artikel, die nicht signifikant verbessert werden, können gegebenenfalls gelöscht werden. Lies dazu auch die näheren Informationen in den Mindestanforderungen an Biologie-Artikel. |

Ein Ökosystem besitzt ökologische Stabilität, wenn es nach einer Störung dazu fähig ist, in seinen Gleichgewichtszustand zurückzukehren (auch  Resilienz genannt), oder sich seine Eigenschaften über die Zeit nicht unerwartet verändern. Auch wenn die Begriffe Gemeinschaftsstabilität und ökologische Stabilität synonym verwendet werden, zielt Gemeinschaftsstabilität nur auf die Eigenschaften der Gemeinschaften ab. Es ist jedoch möglich, dass ein Ökosystem oder eine Gemeinschaft stabil in manchen und instabil in anderen Eigenschaften ist. Zum Beispiel kann eine Vegetationsgemeinschaft, die Dürre erlebt, ihre Biomasse erhalten, aber an Biodiversität verlieren.